# Nervul tibial

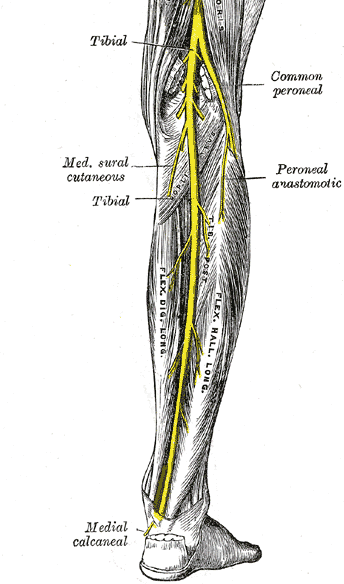
Nervul tibial și alți nervi ai posteriorului gambei

Nervul tibial este o ramură a nervului sciatic . Nervul tibial trece prin fosa poplitee, după care intră pe sub mușchiul solear. 

## Structura

### Fosa poplitee
Nervul tibial este cea mai mare ramură a nervului sciatic, având rădăcini în nervii spinali L4, L5, S1, S2 și S3. Se află paralel cu vasele poplitee vasele poplitee, tranversându-le la nivelul feței poplitee și ajungând să aibă o poziție medială față de acestea în dreptul fosei intercondilare femurale. Emite următoarele ramuri: 
- Ramuri musculare - Ramurile musculare apar din partea distală a fosei poplitee. Acestea inervează capetele medial și lateral al gastrocnemianului, solearul, plantarul și popliteul. Ramura popliteală (i.e. nervul la popliteu) intră în regiunea superio-medială a mușchiului[2], tranversează mușchiul și se încovoiază pe marginea distală a lui, pentru a ajunge si pe fața anterioară a mușchiului popliteu. Acest nerv inervează, de asemenea, mușchiul tibial posterior, articulația tibio-fibulară superioară, osul tibial, membrana interosoasă a gambei și articulația tibio-fibulară inferioară. [1]
- Ramuri cutanate - Nervul tibial emană, in zona fosei poplitee, un nerv cutanat numit nerv sural medial ce se unește cu nervul sural lateral prin intermediul nervului peronier comunicant. Invervează senzitiv pielea din jumătatea inferioară a feței posterioare a gambei și, în anumite cazuri și în funcție de terminologie, fața laterală a labei piciorului, devenind nerv senzitiv dorsal al acesteia[3].
- Ramuri articulare - Există trei ramuri articulare care apar din partea superioară a fosei: nervul genicular medial superior (situat pe suprafața condilului medial al femurului), nervul genicular mijlociu (străpunge capsula posterioară a articulației genunchiului pentru a inerva structurile situate în creasta intercondilară a femurului și nervul genicular inferior (se desfășoară de-a lungul marginii superioare a popliteului pentru a ajunge la condilul medial al tibiei).

### Posteriorul gambei
La nivelul unghiului inferior al fosei poplitee, nervul tibial trece pe sub arcul tendinos al mușchiului solear, continuându–și traiectul descendent și medial. Ajunge la suprafața postero-medială a călcâiului, la mijlocul distanței (verticale) dintre maleola medială și tuberculul medial al (tuberozității) calcaneului. Se termină în profunzime de retinaculul flexorilor, în apropierea originii muschiului abductor al halucelui, împărțindu-se în două ramuri: nervul plantar medial și nervul plantar lateral ce inervează piciorul. Nervul tibial emite mai multe ramuri în traiectul său de-a lungul posteriorului gambei: 
- Ramuri musculare - Inervează tibialul posterior, flexorul lung al halucelui, flexorul lung al degetelor . [1]
- Ramuri cutanate- Nervul calcaneal medial străpunge retinaculul flexorilor pentru a inerva senzitiv pielea suprafeței posterioare și inferioare a călcâiului.
- Ramuri articulare - Inervează articulația gleznei

### Picior
La nivelul piciorului, nervul se termină prin împărțirea în două ramuri: ramura plantară medială și ramura plantară laterală. 
- Nervul plantar medial - Este ramură terminală mai mare a nervului tibial. Trece între mușchiul abductor al halucelui și  mușchiul flexor scurt al degetelor pentru a se împărți mai departe în ramuri. Distribuția sa seamănă cu cea a distribuției nervului median în cazul mâinii. Ramurile sale musculare inervează abductorul halucelui, mușchiul flexor scurt al degetelor, mușchiul flexor scurt al halucelui și primul dintre mușchii lumbricali. Distribuția cutanată a nervului plantar medial inervează: partea medială a tălpii și parțial partea medială a degetelor prin patru ramuri digitale. Fiecare ramură digitală dă o ramură dorsală pentru a inerva unghiile. Acest nerv dă, de asemenea, ramuri articulare pentru oasele tarsului și metatarsului. [1]
- Nervul plantar lateral - Este ramura terminală mai mică a nervului tibial. Se desfășoară lateral și anterior până la baza celui de-al cincilea os metatarsian, unde se împarte în ramuri superficiale și profunde. Distribuția sa seamănă cu distribuția nervului ulnar în cazul mâinii. Trunchiul principal al nervului inervează doi mușchi: mușchiul pătrat plantar și mușchiul abductor al degetului mic. Acest nerv totodată inervează senzitiv și pielea tălpii.  Ramura superficială este împărțită în ramurile medială și laterală. Ramura superficială laterală inervează trei mușchi: mușchiul flexor al degetului mic, mușchii 3 și 4 interosoși plantari, și pielea părții laterale a degetelor. Ramura superficială medială comunică cu nervul plantar medial și inervează pielea spațiului patru interdigital.  Ramurile profunde inervează mușchii lumbricali 2, 3 și 4, mușchii interosoși plantari 1 și 2, și adductorul halucelui.

## Semnificația clinică
Leziunea nervului tibial este rară și este adesea rezultatul traumelor directe, al prinderii gambei în spații înguste sau al compresiunii nervului pentru o perioadă lungă de timp. Leziunea poate avea ca rezultat pierderea flexiunii plantare, pierderea flexiunii degetelor de la picioare și slăbirea mișcării de inversie a piciorului (mușchiul tibial anterior poate încă efectua mișcarea propriu-zisă). 